# Callia leucozonata
Callia leucozonata är en skalbaggsart som beskrevs av Lane 1973. Callia leucozonata ingår i släktet Callia och familjen långhorningar. Inga underarter finns listade.